# Paul Hamm
Paul Elbert Hamm (* 24. September 1982 in Washburn, Wisconsin) ist ein US-amerikanischer Kunstturner. 
Hamm wurde bei der WM 2003 im eigenen Land als erster US-Amerikaner Weltmeister im Mehrkampf. Bei den Olympischen Spielen 2004 gewann er die Goldmedaille im Mehrkampf sowie Silber am Reck und mit der Mannschaft.
Sein Zwillingsbruder Morgan Hamm ist ebenfalls Kunstturner.